# Fentonia tesella
Fentonia tesella är en fjärilsart som beskrevs av Alpheus Spring Packard 1864. Fentonia tesella ingår i släktet Fentonia och familjen tandspinnare. Inga underarter finns listade i Catalogue of Life.